# Tofig Ismayilov (réalisateur)
Pour les articles homonymes, voir Ismayilov.
Tofiq Ismayilov (6 avril 1939 - 25 mars 2016) était un réalisateur, scénariste et chercheur en cinéma azerbaïdjanais.
Ismayilov a réalisé plus de 30 films, dont des documentaires, et a joué dans plusieurs films. À partir de 2007, il a enseigné à l'Université d'État azerbaïdjanaise de la culture et des arts. En tant que chercheur, Ismayilov est l'auteur de l'encyclopédie "L'histoire du cinéma du peuple turc".
Ses articles ont été publiés dans plus de cinquante journaux et revues turcs.